# Tennis Australia
Tennis Australia Limited es el organismo rector del tenis en Australia. Es propiedad de los estados y territorios australianos. La asociación organiza torneos de tenis nacionales e internacionales, incluyendo el Australian Open, Torneo ATP de Melbourne, Davis Cup, Copa Billie Jean King, ATP Cup y el Australian Pro Tour. Además, la asociación tiene la responsabilidad de facilitar el tenis en todos los niveles, desde el desarrollo básico hasta el de élite. Las asociaciones miembros de Tennis Australia, basadas en los estados, se encargan de la promoción, gestión y desarrollo del tenis dentro de Australia. Además de eso, administra torneos amateurs y programas de desarrollo juvenil.
La sede de Tennis Australia se encuentra en Melbourne, Australia. Administra proyectos de tenis en toda Australia, empleando alrededor de 716 empleados a tiempo completo. La asociación genera ingresos a partir de la venta de entradas para torneos, derechos de televisión y patrocinios de empresas.
La organización fue formulada e incorporada en 1904. En 1904, operaba como la Lawn Tennis Association of Australasia. Sin embargo, el nombre se cambió a Lawn Tennis Association of Australia en 1906. Finalmente, en 1986, el nombre se cambió a Tennis Australia (TA).

## Historia del Tenis en Australia
El origen exacto del tenis en Australia no se conoce. Muchos creen que las civilizaciones antiguas de Grecia y Roma iniciaron juegos de raqueta y pelota similares al tenis actual. Otros argumentan que Francia e Inglaterra introdujeron el tenis alrededor de los siglos XVII y XIX. En 1875, se llevó a cabo una reunión en Inglaterra que determinó un conjunto estandarizado de reglas para el deporte del Lawn Tennis. En enero de 1880, Australia organizó su primer torneo de tenis en el Melbourne Cricket Club. En los siguientes 20 años, la popularidad del tenis creció entre los australianos adinerados. En 1904, Australia necesitaba un organismo rector para el tenis en el país. Los representantes estatales formaron la Asociación de Tenis de Césped Australasiano para Australia y Nueva Zelanda.
El propósito de la Lawn Tennis Association of Australasia en 1904 era organizar la Copa Davis y los Campeonatos Australasianos. En 1926, la asociación se trasladó de Sídney a Melbourne y comenzó a operar como la Asociación de Tenis de Césped de Australia. Fue dirigida por Sir Norman Brookes hasta 1955. A medida que el tenis crecía en popularidad en todo el mundo durante las décadas de 1970 y 1980, la asociación formó una empresa y se renombró como Tennis Australia en 1986.

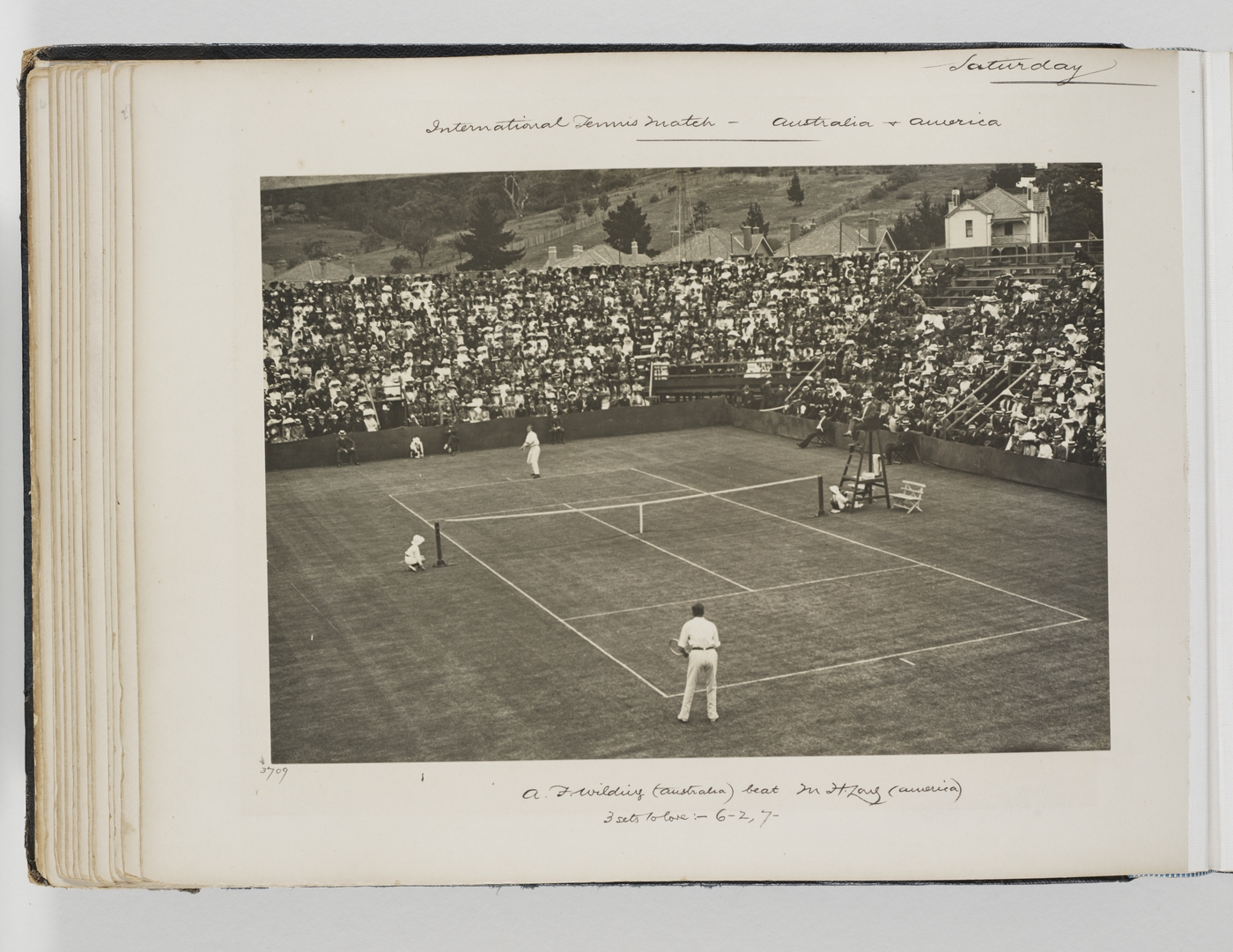
Copa Davis de 1909 celebrada en Sídney

## Principales Torneos Organizados por Tennis Australia

### Abierto de Australia

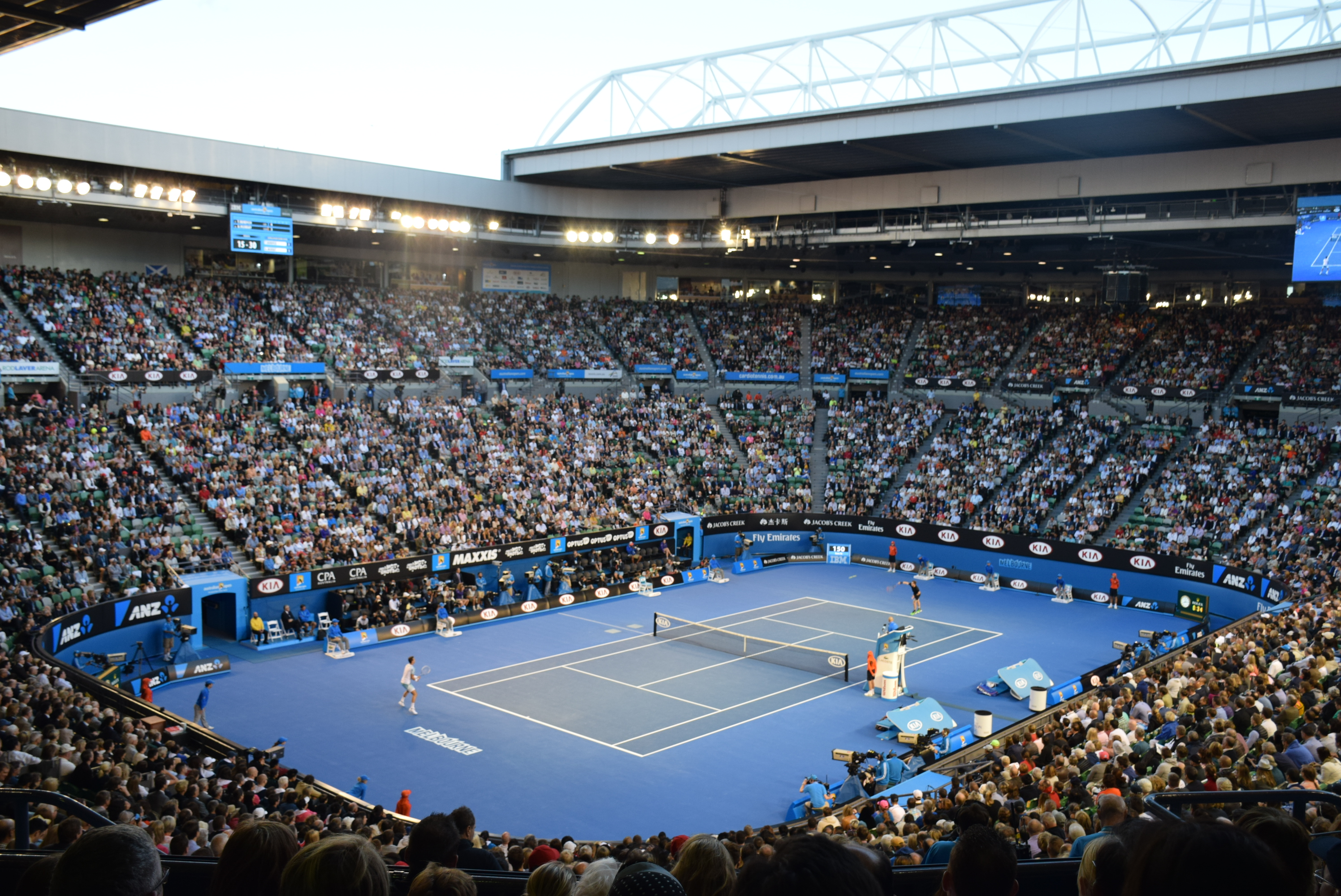
Abierto de Australia 2015

El Abierto de Australia, anteriormente conocido como el Happy Slam, es uno de los principales torneos de tenis organizados por Tennis Australia. Junto con el US Open, el Roland Garros y Wimbledon, el Abierto de Australia está clasificado como un Grand Slam. El Abierto de Australia se celebra anualmente en Melbourne durante aproximadamente dos semanas. Las categorías del torneo incluyen individuales femeninos y masculinos; dobles mixtos masculinos; Campeonatos Junior; exhibición y leyendas; y eventos de silla de ruedas. En 2019, el Abierto de Australia experimentó una asistencia récord de más de 780,000 aficionados. La tasa de asistencia al Abierto de Australia ha aumentado un 13% desde 2015. Este es el mayor aumento entre los cuatro torneos de Grand Slam. De esta manera, los Torneos del Abierto de Australia contribuyen a la economía del estado anfitrión. Los torneos de 2020, por ejemplo, crearon 1775 empleos y generaron AU$ 387.7 millones de Producto Interno Bruto Real del Estado. Los torneos de 2020 también distribuyeron AU$ 71 millones en premios en metálico. Los ganadores del Abierto de Australia reciben un premio en metálico de AU$ 4.1 millones, así como trofeos con su nombre inscrito en ellos.
El primer Abierto de Australia se celebró en 1905 con solo diecisiete participantes. Para 1924, el Abierto de Australia era un evento nacional y era organizado por diferentes estados cada año. Desde 1972, el Abierto de Australia solo se ha celebrado en Melbourne, Victoria. Los torneos de tenis femenino solo se incluyeron en el Abierto de Australia a partir de 1922. En 1969, el Abierto de Australia permitió que todos los jugadores y profesionales compitieran en el torneo.

### La Serie del Abierto de Australia
El Torneo ATP de Melbourne son torneos profesionales celebrados antes del inicio del torneo del Abierto de Australia. Los torneos de la Serie incluyen:
- Brisbane International  es parte de la serie ATP World Tour 250 y de los torneos Premier de la Asociación de Tenis Femenino (WTA). Este torneo internacional es propiedad de Tennis Australia y se celebra anualmente en el Queensland Tennis Center antes del Abierto de Australia.[16]
- Torneo de Sídney parte del tour ATP, es un torneo de tenis que se juega antes del Abierto de Australia. Históricamente, los funcionarios coloniales usaban los torneos del Sydney International para seleccionar jugadores para el equipo de la Copa Davis. El Sydney International incluye torneos tanto para hombres como para mujeres.[17]
- Torneo de Hobart forma parte del tour de la WTA que se celebra anualmente en el Domain Tennis Center. El torneo está dirigido a jugadoras internacionales de tenis.[18]
- Copa Hopman fue cofundada en 1989 por Paul McNamee, un campeón de dobles australiano. La Copa Hopman lleva el nombre en honor a Harry Hopman, uno de los destacados tenistas de Australia.[19] La Copa Hopman es un evento internacional de tenis por equipos mixtos que se organiza anualmente en Perth.[20] El torneo forma parte de la Federación Internacional de Tenis (ITF)[21] y cuenta con jugadores de ocho países diferentes.[22] El torneo se ha disputado desde 1989 y se suspendió en 2020.[22]
- Desafío Mundial de Tenis se lanzó en 2009. Reemplazó al Campeonato Australiano de Pista Dura para Hombres.[23] Se celebra en Australia del Sur durante más de tres noches. Su objetivo es proporcionar una plataforma para que los jugadores se preparen para el Grand Slam, el Abierto de Australia.[24] Atrae a más de 14,000 espectadores cada año.[25] El WTC está organizado por Tennis Australia y cuenta con el apoyo de la Comisión de Turismo de Australia del Sur.[26]

### La Copa ATP
La Copa ATP es una competición por equipos masculinos que se celebra anualmente en Australia por parte de Tennis Australia. Participan jugadores de 24 países diferentes en la Copa ATP. Los torneos se llevan a cabo en el Centro de Tenis de NSW en el Parque Olímpico de Sídney antes del Abierto de Australia. El total de premios en dinero asciende a US$ 15 millones, que se distribuyen entre los ganadores. Los jugadores también pueden ganar hasta 750 puntos de clasificación ATP en individuales y 250 en dobles.

### La Copa Davis
La Copa Davis es un torneo internacional de tenis masculino organizado anualmente por diversos países. Es propiedad y está regulado por la Fundación Internacional de Tenis y el Grupo Kosmos Tennis. Con frecuencia, Tennis Australia organiza la Copa Davis para Australia. Ha sido sede de 12 enfrentamientos de la Copa Davis desde 1946 hasta 2017. La Copa Davis más reciente disputada en Australia fue en 2017 en el Club de Tenis de Césped Kooyong.

### Copa Federación / Copa Billie Jean King
Al igual que la Copa Davis, la Copa Federación es el campeonato internacional de equipos femeninos más grande del mundo. Participan 116 países en la Copa Federación y los 12 países principales compiten en la fase final. Los torneos se desarrollan durante más de una semana. En 2020, se cambió el nombre a la Copa Billie Jean King en honor a la campeona que ganó el título en diez ocasiones. La Copa Federación más reciente organizada por Tennis Australia fue en 2019 en Perth, Australia Occidental. El evento contribuyó considerablemente a la economía del estado. Atrajo a más de 3000 personas a Perth que gastaron AU$ 4.5 millones. Además, como el torneo se transmitió internacionalmente, destacó las atracciones del estado para los turistas internacionales. Esto ayudaría a impulsar los mercados turísticos de Australia Occidental en el futuro.

### El Circuito Profesional Australiano
El Circuito Profesional Australiano incluye eventos del Circuito Profesional, Torneos con Dinero Australiano y la Liga de Tenis de Asia-Pacífico que se llevan a cabo durante 36 semanas cada año. Los participantes reciben 15,105 puntos de clasificación mundial y los finalistas comparten US$111,500 en premios. Los torneos brindan oportunidades para que los jugadores emergentes practiquen el tenis profesional y se conecten con profesionales internacionales del tenis. Los torneos permiten a los jugadores elegir una amplia gama de categorías que incluyen superficies, sedes y circuitos. Además, el torneo ofrece a los participantes internacionales la oportunidad de explorar las áreas icónicas de Australia, ya que los torneos se juegan en todo el país, tanto en áreas regionales como metropolitanas.

## Tenistas Australianos Famosos

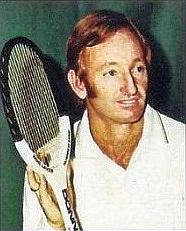
Rod Laver
Rodney George Laver, una leyenda del tenis australiano, y el único jugador en la historia del tenis que ha logrado el Grand Slam dos veces. Laver nació en el estado soleado de Australia y fue apodado 'Rocket' por su entrenador Harry Hopman, quien fue capitán de la Copa Davis. A la edad de 17 años, en 1956, Laver ganó el torneo de campeonato Junior de EE. UU. En 1962, Laver se convirtió en el segundo jugador en ganar el Grand Slam y, en 1969, volvió a ganarlo. Rod Laver fue clasificado como el número uno del mundo durante siete años consecutivos, desde 1964 hasta 1970. A lo largo de su carrera, Laver ganó treinta y nueve títulos y tuvo un récord de victorias de aproximadamente el ochenta por ciento. Laver se retiró del tenis profesional en 1979 y fue parte del Salón de la Fama del Tenis Internacional y Australiano entre 1981 y 1993. En 2000, en homenaje a Rod Laver, la 'Pista Central' o 'Flinders Park' en Melbourne Park recibió su nombre; el Arena Rod Laver.

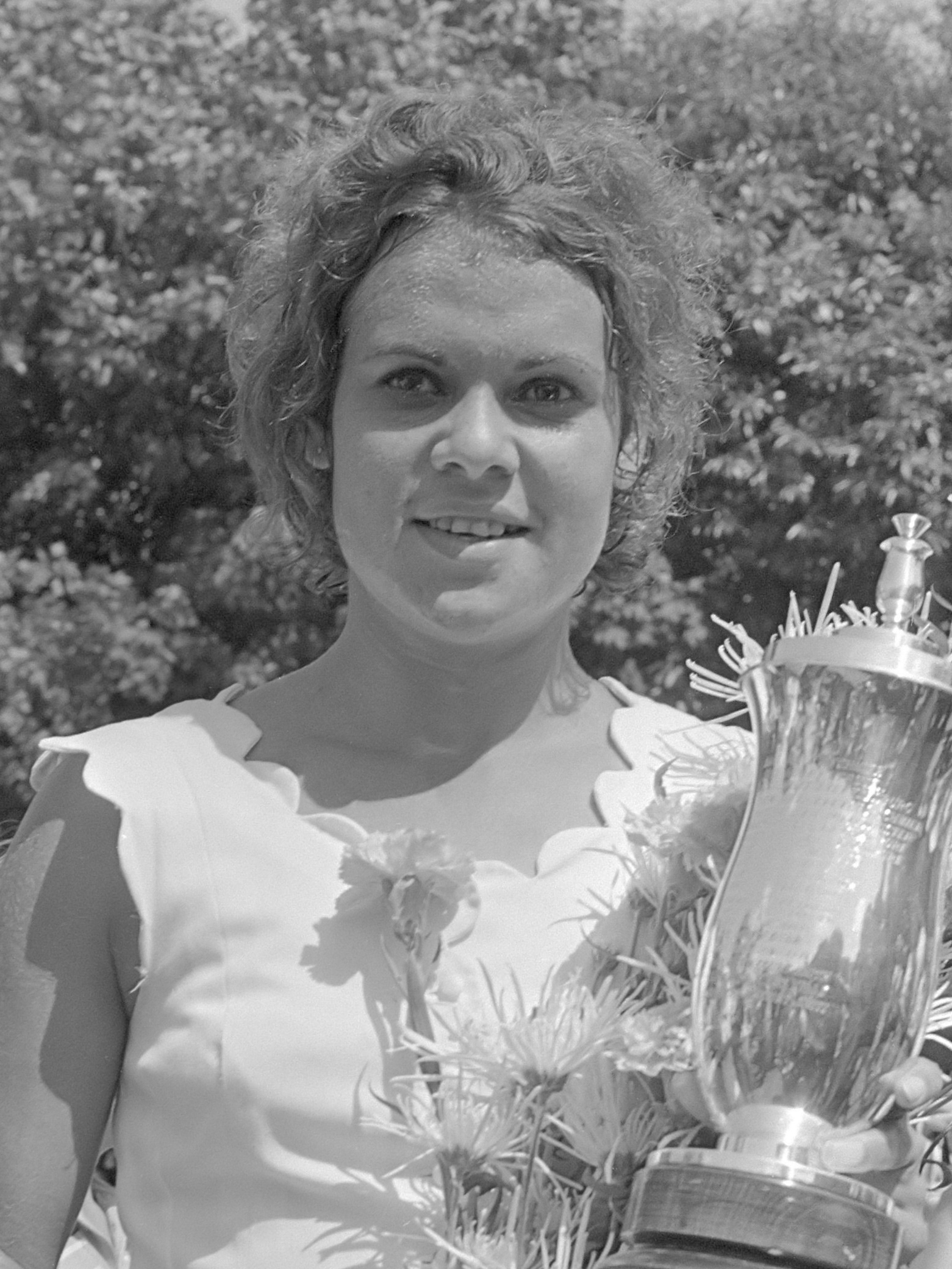
Evonne Goolagong Cawley
Evonne Goolagong Cawley, parte de la tribu aborigen Wiradjuri, ostentó el título de la mejor jugadora de tenis del mundo femenino desde 1971 hasta 1976. A los 13 años, Goolagong-Cawley se mudó para vivir con el entrenador de tenis Vic Edwards. En 1971, a los 20 años, Goolagong-Cawley compitió en la final de Wimbledon contra la campeona de tenis australiana Margaret Court y ganó el título de Wimbledon. En 1972, Evonne Goolagong Cawley fue nombrada Australiana del Año. Evonne continuó ganando todos los títulos estatales australianos y el título individual australiano en 1974, 1975 y 1976, así como más títulos de Wimbledon. Por ello, un periodista inglés la apodó la "Superniña del Sol". En 1991, Evonne Goolagong Cawley se mudó a Noosa y restableció sus conexiones con su pueblo Wiradjuri y se involucró en asuntos aborígenes. En 2018 fue nombrada Compañera de la Orden de Australia.

## Apoyo de Tennis Australia a los jugadores
Tennis Australia (TA) colabora con los gobiernos locales para apoyar el tenis en la base. Los gobiernos locales poseen el 80 por ciento de las instalaciones de tenis en todo Australia. Por lo tanto, TA reconoce y respalda la participación de los gobiernos locales en la organización del tenis en la comunidad local, los parques y los espacios abiertos. Además, TA y los gobiernos locales de Australia han desarrollado cuatro reglas para garantizar que todas las instalaciones de tenis cumplan con el objetivo compartido del organismo rector del deporte. Las cuatro reglas son la responsabilidad, el beneficio comunitario, la sostenibilidad y la accesibilidad.

## Tipos de Partidos de Tenis Organizados por Tennis Australia
Individuales
Los torneos de tenis individuales implican a jugadores individuales compitiendo entre sí. Tennis Australia organiza varios torneos de tenis individuales.
Dobles
Los torneos de tenis dobles incluyen a una pareja de jugadores en ambos lados de la red compitiendo entre sí. Ambos jugadores se mueven libremente alrededor de su lado de la pista, entre las líneas laterales dobles y las líneas de fondo. Tennis Australia organiza dobles masculinos, dobles femeninos y dobles mixtos.
Inclusión y Diversidad

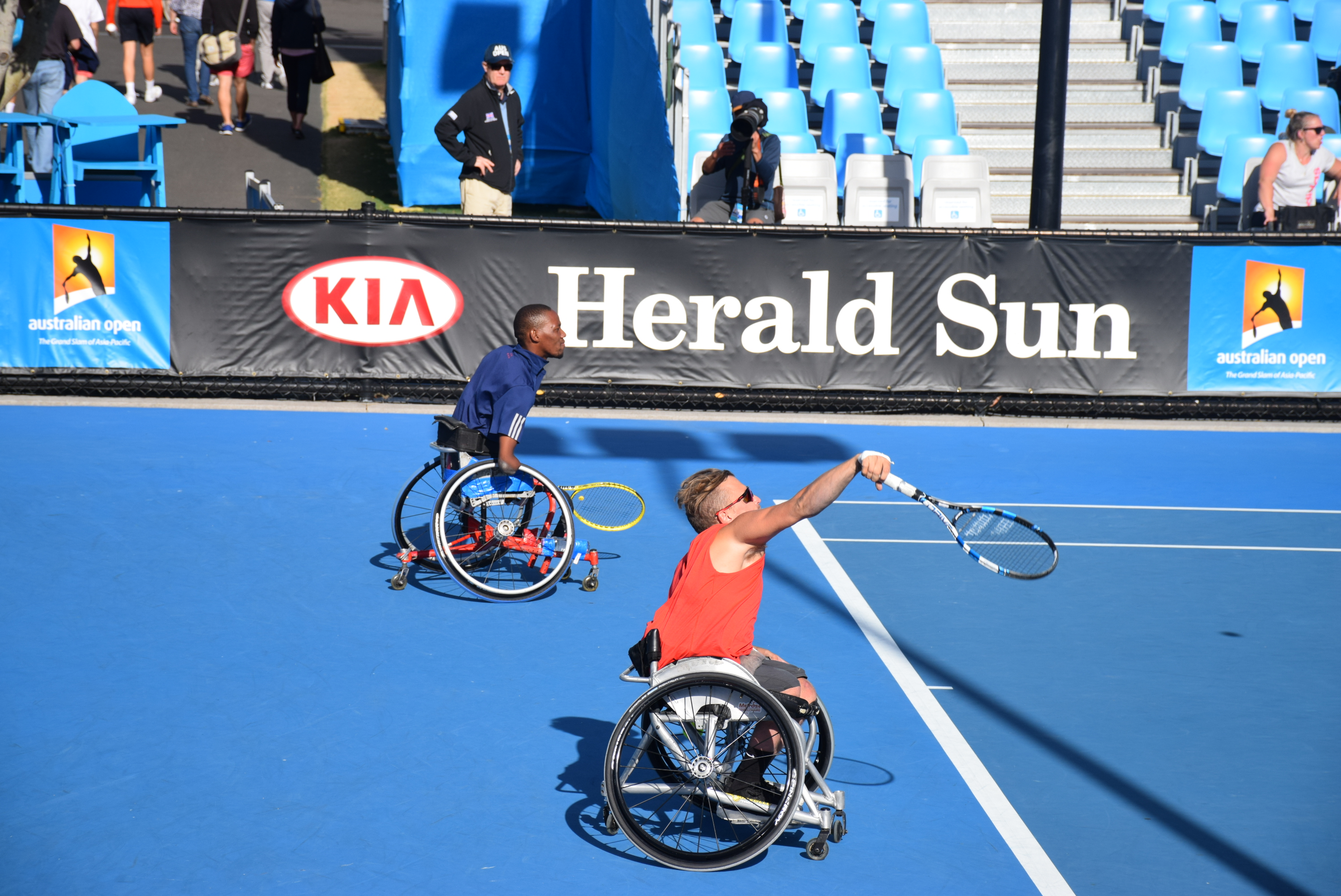
Tenis en Silla de Ruedas en el Abierto de Australia

Tennis Australia y sus Asociaciones Miembro se comprometen a abrazar la diversidad. Tennis Australia proporciona un entorno en el cual personas de diversos orígenes pueden participar y sentirse cómodas. Organiza torneos de tenis para Personas Sordas y con Dificultades Auditivas, Discapacidad Intelectual o Autismo, Personas Ciegas y con Baja Visión, Tenis en Silla de Ruedas y más.
Además, dado que Tennis Australia tiene como objetivo crear un entorno libre de discriminación, ha publicado un libro llamado 'Tenis: Todos en Todas Partes'. El folleto describe los escenarios de lenguaje y comportamientos discriminatorios, además de proporcionar soluciones prácticas para tratar con participantes de diversos orígenes.
Además, Tennis Australia, junto con sus Asociaciones Miembro, apoya la participación de aborígenes e isleños del estrecho de Torres a través del financiamiento y la promoción del Programa de Tenis Indígena (ITP). El ITP organiza programas que ofrecen entrenamiento de tenis a las comunidades indígenas. El ITP emplea un enfoque holístico para apoyar a los australianos indígenas a convertirse en oficiales, entrenadores y administradores. Esto asegura en última instancia que los participantes interesados tengan una experiencia satisfactoria y segura en el tenis. Además, Tennis Australia organiza anualmente un Carnaval Nacional de Tenis Indígena en el Darwin International Tennis Centre, en el que los participantes de todas las edades potenciales, de 10 a 18 años, pueden participar. El carnaval tiene como objetivo celebrar la cultura, la música y la comida a través del tenis.

## Premios de Tennis Australia
Los premios otorgados por Tennis Australia incluyen la Medalla Newcombe, el Espíritu del Tenis, la Excelencia en Entrenamiento - Rendimiento, la Excelencia en Entrenamiento - Club, la Excelencia en Entrenamiento - Desarrollo, el Atleta Junior del Año, el Atleta Más Destacado con Discapacidad, el Premio al Logro del Voluntariado, el Tenista Senior Más Destacado de Más de 30 Años, la Excelencia en Arbitraje, el Club de Tenis Más Destacado, el Torneo de Clasificación Australiano Más Destacado, el Torneo Profesional Más Destacado y la Escuela Más Destacada.
Desde 2016, Tennis Australia ha seguido un nuevo proceso de nominación. Los ganadores de los premios en todo el país son automáticamente nominados para su equivalente nacional. Luego, el panel de selección determina a los finalistas para cada categoría de premio de Tennis Australia.

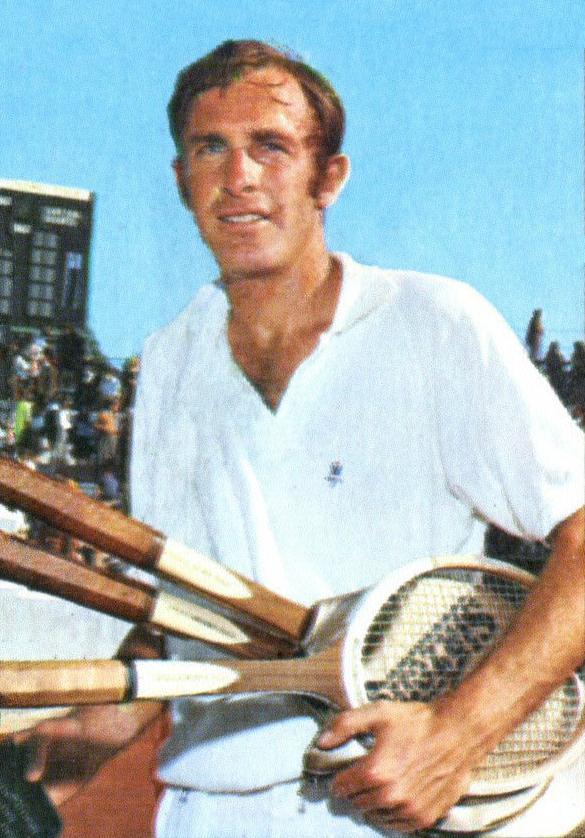
John Newcombe

### La Medalla Newcombe
La Medalla Newcombe es uno de los muchos premios otorgados por Tennis Australia anualmente. Lleva el nombre del legendario jugador de tenis australiano John Newcombe. La Medalla se otorga al jugador de tenis más destacado y embajador del tenis de Australia. El premio busca reconocer los desempeños, logros y contribuciones realizadas por los miembros de Tennis Australia. Los nominados para los premios son seleccionados por un panel designado por Tennis Australia. El panel incluye a campeones de tenis australianos y miembros respetados de la comunidad tenística.